# Ludwig Yorck von Wartenburg
Ludwig Yorck von Wartenburg, Johann David Ludwig Graf Yorck von Wartenburg, född 26 september 1759 i Potsdam, död 4 oktober 1830 på Klein Öls slott nära Ohlau, var en preussisk greve (1814) och militär officer; han blev generalmajor 1807, generallöjtnant 1812 och fältmarskalk 1821. 
Yorck är framförallt känd för fördraget i Tauroggen under Napoleons ryska fälttåg 1812, där han på eget bevåg med sin armé lämnade alliansen med Frankrike för att istället ansluta sig till Rysslands sida i Napoleonkrigen.  På så sätt kom han att inleda Preussens väg mot självständighet efter fransk ockupation.

## Biografi
Yorck föddes 1759 i garnisonsstaden Potsdam som utomäktenskaplig son till David Jonathan von Yorck, en preussisk infanterikapten och godsägare från Rowe i Pommern, och Maria Sophia Pflug, en hantverkardotter från Potsdam.  Föräldrarna gifte sig först 1763.
Yorck inträdde 1772 vid ett preussiskt infanteriregemente, men avskedades 1779 för olydnad mot överordnad och dömdes till ett år på fästning i Königsberg.  Kung Fredrik II av Preussen avslog hans begäran att få återinträda i armén efter avtjänat straff. Som kapten vid ett i holländsk tjänst stående schweiziskt regemente deltog Yorck 1783-84 i kriget mellan Nederländerna och Storbritannien i Nederländska Ostindien.  Efter Fredrik II:s död blev han åter upptagen i preussisk tjänst 1787 vid en nyuppsatt fysiljärbataljon, utmärkte sig under krigen i Polen och genom sina insatser för utbildning av lätt infanteri. 
Vid krigsutbrottet mellan Frankrike och Preussen 1806 ledde Yorck ett fältjägarregemente och ledde hertigen av Weimars eftertrupp, vars reträtt och övergång av Elbe han möjliggjorde genom striden vid Altenzaun 26 oktober, efter förlusterna vid Jena och Auerstedt.  Därefter övertog han befälet över Gebhard Leberecht von Blüchers arriärgarde och hamnade 6 november vid Lübeck svårt sårad i fransk fångenskap. Utväxlad 1807, utnämndes han samma år till generalmajor. Vid arméns ombildning fick Yorck först befälet över den västpreussiska brigaden, därefter över samtliga jägare, fysiljärer och husarer, samt blev 1811 generalguvernör i Ostpreussen och Västpreussen. 

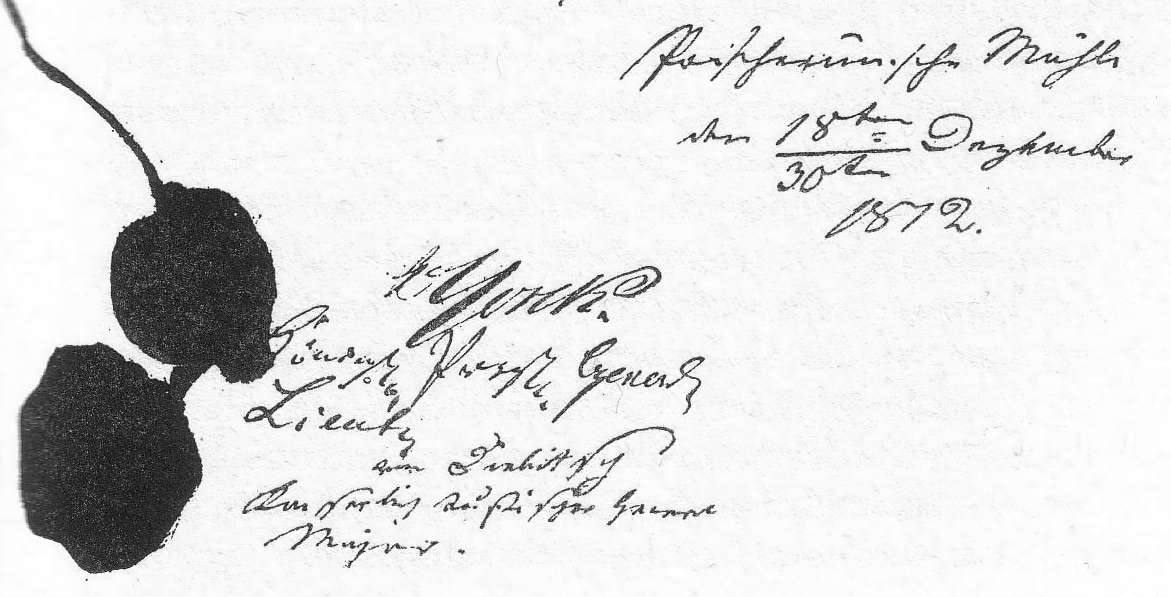
Tauroggenkonventionen med Yorcks underskrift

Under Napoleons ryska fälttåg 1812 stod han som närmaste man under general Grawert vid den preussiska avdelning som tillhörde franske marskalken MacDonalds kår och opererade mot ryssarna under Wittgenstein. Efter Grawerts avgång övertog Yorck befälet.  Han övertalades av Carl von Clausewitz att med den ryske generalen Diebitsch sluta fördraget i Tauroggen 30 dec. 1812, varigenom han på eget bevåg slöt vapenvila med Ryssland och lämnade alliansen med Frankrike. Yorck tillhörde ursprungligen en mer konservativ krets av officerare, men hade efter hand kommit att sluta sig till de rådgivare omkring kungen som förordade ett brott med den påtvingade alliansen med Frankrike.  Han skrev till kungen, Fredrik Vilhelm III av Preussen, den 3 januari 1813, och meddelade varför han ansåg beslutet vara nödvändigt, trots att han saknade auktorisering att sluta ett fördrag för kungens räkning.  Samtidigt som han förklarade sig vara "en lojal gammal tjänare", redo att dö om kungen skulle fördöma hans handling som högförräderi, hänvisade han till "nationens ord" och bad kungen acceptera hans ståndpunkt.  Historikern Cristopher Clark skriver att det mest anmärkningsvärda med detta brev är att han i och med detta ber kungen att underkasta sig nationens vilja, istället för att öppet tillmötesgå monarken.  Hovet tvekade och utfärdade en order om att Yorck skulle fråntas befälet i väntan på krigsrätt, men kuriren med ordern släpptes aldrig igenom Diebitschs linjer och Yorck kunde behålla sitt befäl tills vidare.  Yorck organiserade nu en nationell landmilis i Ost- och Västpreussen,  samt deltog i striderna under vårfälttåget 1813. Dessa händelser ledde i förlängningen till att hovet beslutade sig ansluta sig till den ryska alliansen och underteckna freden i Kalisch. Preussens krigsförklaring mot Frankrike följde 17 mars 1813, samma dag som Yorck återvände till Berlin och hyllades som nationalhjälte.
Efter stilleståndet ingick Yorck med sin armékår i schlesiska armén under Blücher, låg bakom segern i slaget vid Katzbach (26 aug. 1813) och vid övergången av Elbe, vid Wartenburg nära Wittenberg (3 oktober samma år) samt följde Blücher under hela fälttåget 1814. Samma år utnämndes Yorck till greve med tillnamnet von Wartenburg, för att hedra hans seger, och erhöll en stor landförläning (godset Klein-Öls i Schlesien, beläget nära dagens Oława i Polen). 
I förtreten över att under 1815 års militära kampanj ha blivit lämnad med sin kår i reserv begärde Yorck avsked, men kung Fredrik Vilhelm III accepterade inte hans avskedsansökan. Han utnämndes 1821 till fältmarskalk och tilläts slutligen ta avsked samma år. Han avled 1830, på Klein-Öls.
Den här artikeln är helt eller delvis baserad på material från Nordisk familjebok, Yorck von Wartenburg, 14 mars 1922.

## Minnesmärken

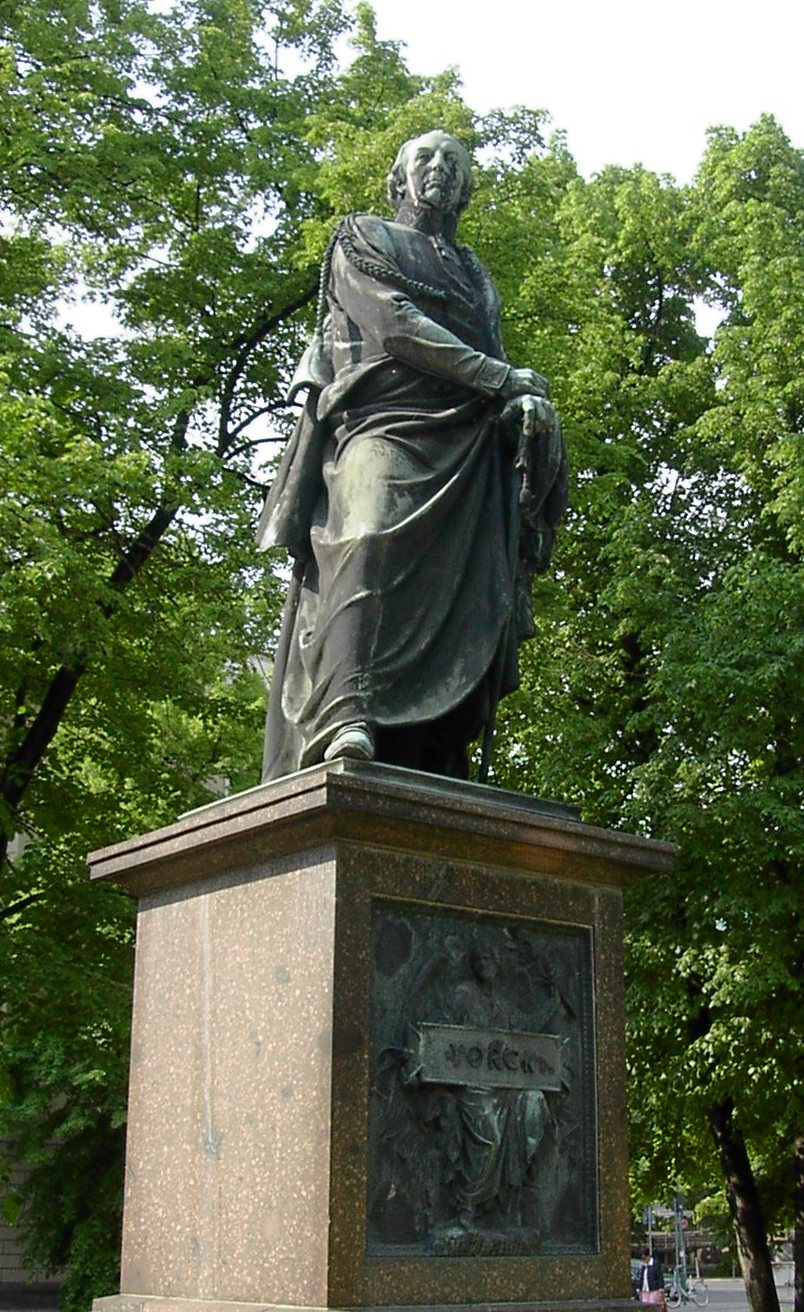
Yorckstatyn på gatan Unter den Linden i Berlin.

En staty av Yorck (utförd av Christian Daniel Rauch) avtäcktes 1855 på paradgatan Unter den Linden i Berlin, och på flera platser i Tyskland finns minnestavlor över honom.  Minnesmärket på berget Kreuzberg i stadsdelen med samma namn i Berlin har en avbildning av honom på en av de mytologiska statyerna.
Gator som efter honom döpts till Yorckstrasse finns bland annat i Berlin och i Potsdam.  Stationen Bahnhof Berlin Yorckstrasse ligger vid denna gata i Berlin.
Den tyska pansarkryssaren SMS Yorck, sjösatt 1904, döptes efter Yorck.   
Militärmarschen Marsch des Yorck'schen Korps av Ludwig van Beethoven bär också hans namn. 
En film om Yorcks liv gjordes 1931, Yorck, där huvudrollen spelades av Werner Krauss.